# Biblioteca civica Girolamo Tartarotti
La biblioteca civica Girolamo Tartarotti, altrimenti conosciuta come  biblioteca civica di Rovereto, è la biblioteca pubblica di Rovereto. Ha una sede che comprende il palazzo Annona e parte del Polo culturale cittadino, in corso Bettini, 43. Condivide l'accesso con il Mart.

## Storia

### Fondazione

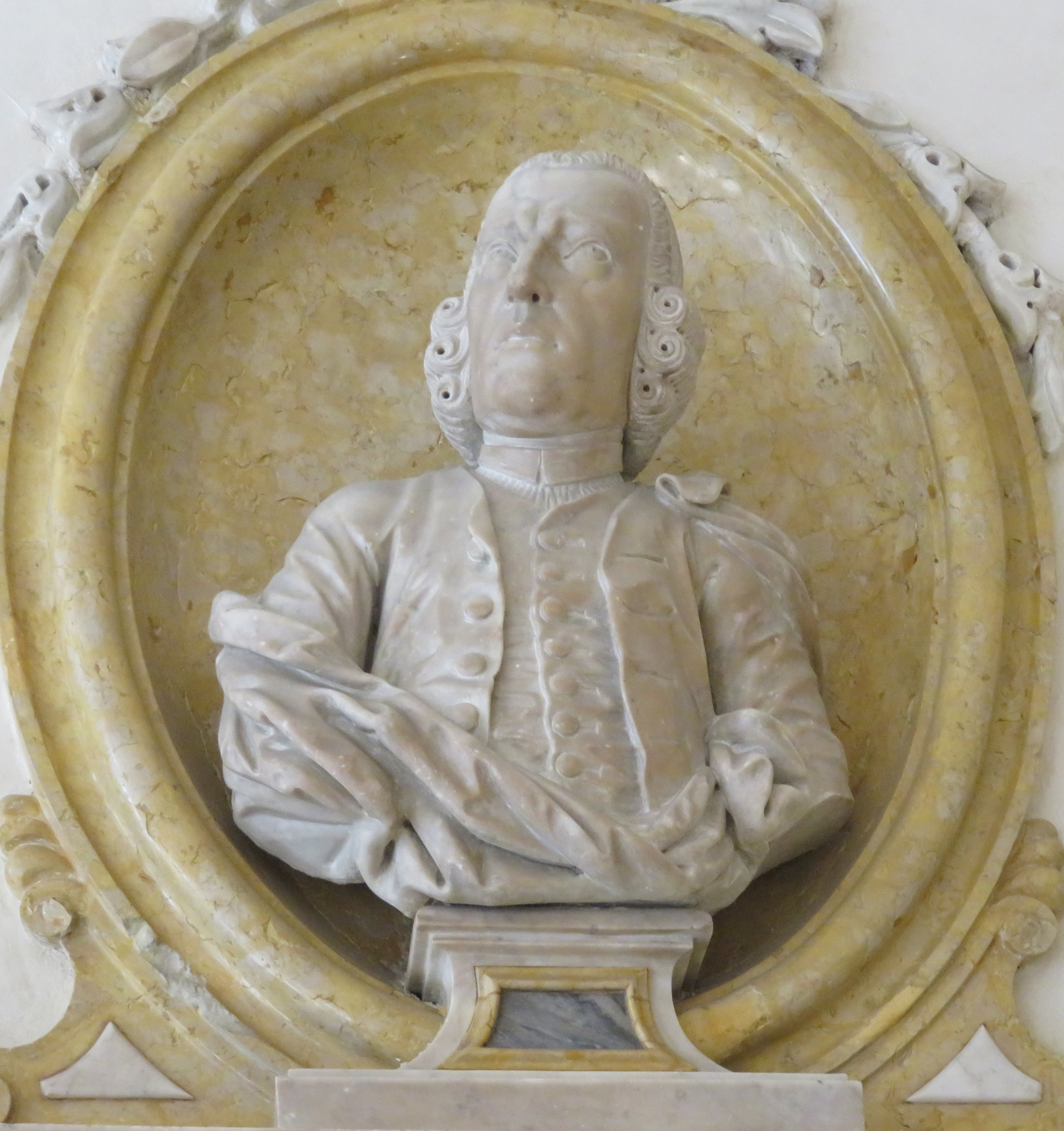
Monumento a Girolamo Tartarotti, Palazzo Piomarta, Rovereto

Girolamo Tartarotti, col suo testamento, donò la sua ricca biblioteca all'Ospedale dei Poveri Infermi di Loreto, retta dalla Confraternita dei Santi Rocco e Sebastiano. La Confraternita poco dopo decise di metterla in vendita offrendola al Comune di Rovereto.
L'Accademia Roveretana degli Agiati, grazie in particolare all'intervento di Giuseppe Valeriano Vannetti e Francesco Saibante, operò affinché tale importante acquisizione culturale per Rovereto avesse successo e che una delle più importanti biblioteche private di tutto il Tirolo, non solo del Tirolo italiano, rimanesse in città. Una parte importante, in quell'occasione, fu svolta da Antonio Conzatti de' Zandonati, Giovanni Antonio Rosmini e Giovanni Battista Graser. In particolare quest'ultimo era stato a suo tempo uno dei Dodonei ed in quel momento era professore e rivestiva il ruolo di bibliotecario presso la biblioteca Teresiana di Innsbruck.

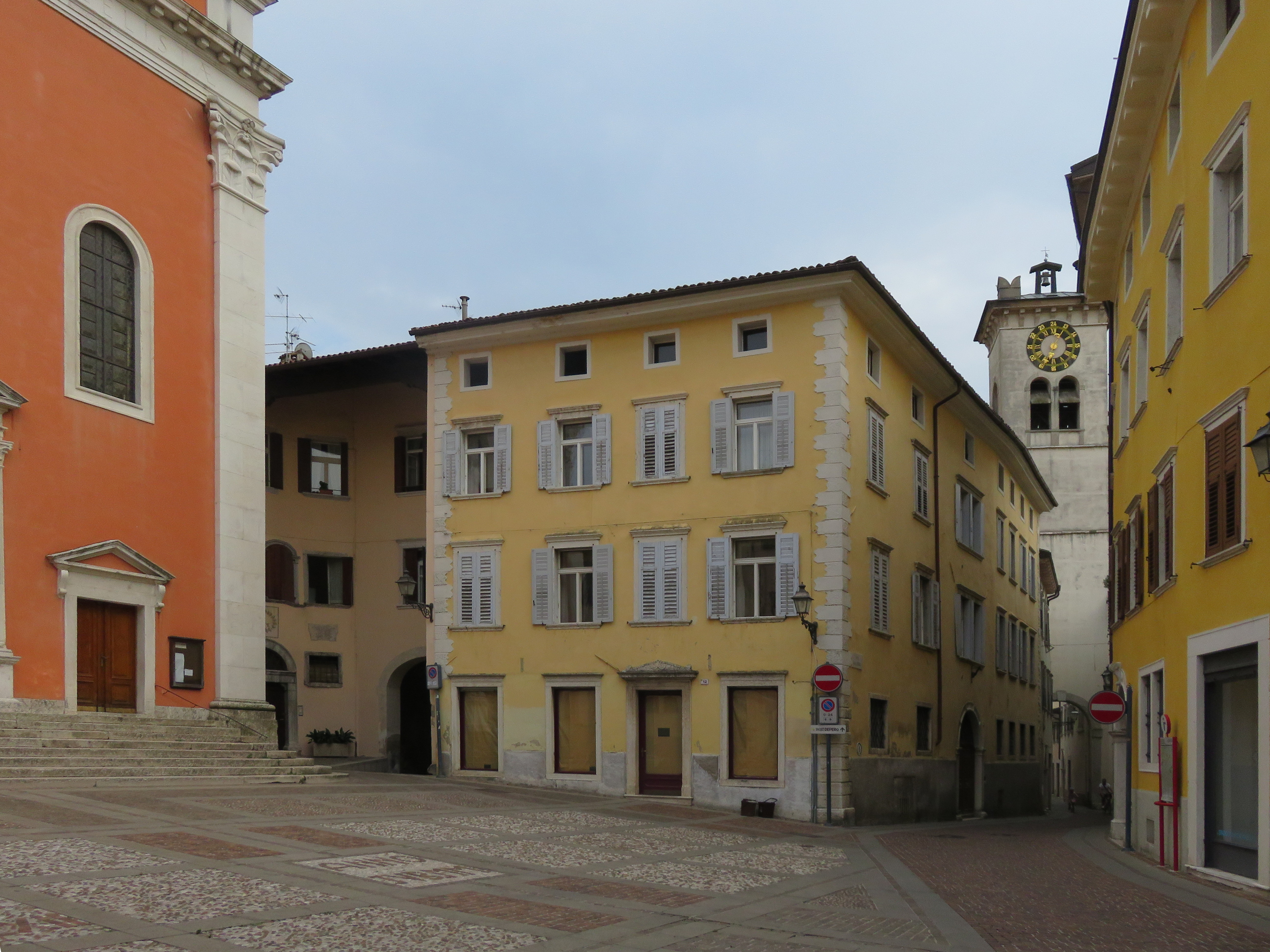
La Chiesa arcipretale di San Marco, la sede del ginnasio, della biblioteca comunale e dell'Accademia Roveretana degli Agiati, la torre civica e, parzialmente visibile sotto il volto, la casa dove visse Tartarotti

Prima di poter acquisire la ricca biblioteca dello studioso scomparso il Comune di Rovereto dovette attendere che varie questioni sia economiche sia organizzative trovassero soluzione e che tutti gli attori della transazione potessero svolgere, in accordo, la loro parte. Furono redatti due diversi inventari dei volumi (risultanti complessivamente 2027), il primo che rispettava l'ordine originale col quale Tartarotti li aveva conservati, e riportante autori, titoli, anno e luogo di edizione, mentre il secondo fu compilato in ordine alfabetico.
Tali elenchi ebbero lo scopo anche di stimare il valore di mercato delle opere, che in quel momento probabilmente si aggirava sui 4.000 Fiorini (valutazione dei librai veneti). Altre questioni che dovettero essere affrontare e risolte furono l'eredità spettante alla madre dello studioso, che doveva abbandonare la casa di Via della Terra, il diritto di prelazione delle opere da parte di Rosmini e Zandonati (al quale questi ultimi rinunciarono visto che la biblioteca veniva acquistata dalla città), l'autorizzazione del Papa a non disperdere le opere visto che alcune di queste erano all'indice e quindi sussisteva il rischio della confisca per scomunica.
Alla fine delle varie trattative si giunse ad un'offerta al Comune che limitava la somma complessiva richiesta a 1.500 Fiorini, quindi l'importantissimo patrimonio librario di Tartarotti poté rimanere unitario ed essere consegnato all'istituzione pubblica.
L'atto formale di compravendita venne registrato il 22 gennaio 1764.
Fu così che, tre anni dopo la morte di Tartarotti, venne creata la prima biblioteca aperta al pubblico a Rovereto. In città sino ad allora esistevano solo biblioteche appartenenti a privati, come ad esempio quella dei Rosmini, dei Vannetti, dei Saibante, oppure conservate in conventi. Stava nascendo quella dell'Accademia Roveretana degli Agiati, ma nessuna di queste era destinata alla consultazione del pubblico.

### Prima sede storica
I volumi raccolti durante tutta la sua vita da Girolamo Tartarotti costituirono il primo nucleo della biblioteca civica di Rovereto, che fu in seguito a lui dedicata. La prima sede scelta per raccogliere i libri venne individuata nell'allora ginnasio cittadino, in vicolo San Marco accanto alla chiesa di San Marco, a brevissima distanza dal luogo dove aveva vissuto lo studioso negli ultimi anni della sua vita, cioè nella casa di via della Terra.
In quella prima fase la deputazione comunale incaricata di seguire gli aspetti organizzativi della sistemazione procedette alla stesura dei Capitoli per la Biblioteca civica, cioè un regolamento, nominò direttore don Malanotti e presidenti Giuseppe Valeriano Vannetti e Francesco Saibante. Interessante notare che fu effettivamente una biblioteca aperta al pubblico, anche se con notevoli limitazioni di orario e di giornate di chiusura, e che non era previsto alcun tipo di prestito che permettesse di far uscire i preziosi volumi dai locali di conservazione e consultazione.
All'inizio non era previsto un piano di acquisti annuale per aggiornare la raccolta dei volumi, e questo fu affidato ai lasciti di privati o alle donazioni di libri che arrivavano dall'Accademia. Con quell'istituzione del resto erano divisi anche il locale, che si riduceva alla sala del ginnasio, l'unica sufficientemente ampia ed adatta allo scopo in tutta la città.
Alla fine del 1764 la biblioteca civica si poté definire ufficialmente operativa. Nel frattempo anche l'altra importante biblioteca, quella degli Agiati, venne trasferita nello stesso spazio tuttavia, malgrado questa vicinanza spaziale, non si arrivò mai ad una effettiva fusione.

### Trasformazione nel corso del tempo
Dal 1777 nella sala del ginnasio iniaziarono a tenere le loro riunioni anche i componenti della Santa lega del Clero e fu probabilmente con questa motivazione che la biblioteca del clero venne depositata presso quella civica. Si ebbero poi vari lasciti e donazioni effettuati da personalità legate alla memoria di Tartarotti come monsignor Domenico de Chiusole, don Carlo Lutterotti, e gli stessi Francesco Saibante e Bianca Laura Saibante
Grazie alle numerose donazioni ricordate si arrivò così a 60.000 titoli.

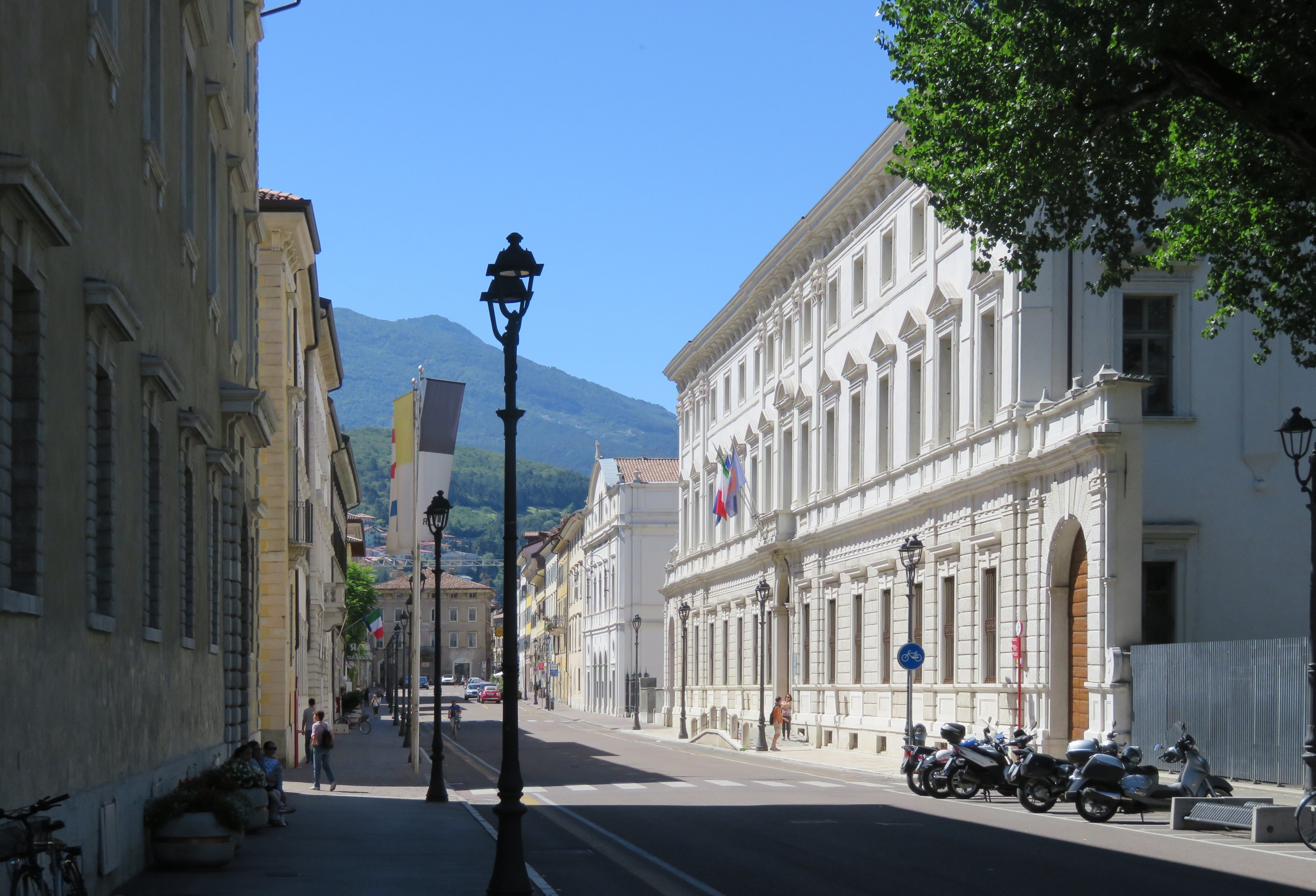
Palazzo Piomarta, In corso Bettini a Rovereto, sede della biblioteca dal 1852 al 1921

Tra il 1795 ed il 1813 tutte le istituzioni cittadine furono coinvolte negli sconvolgimenti che toccarono il Tirolo italiano, e anche la biblioteca e l'Accademia degli Agiati, che avevano sino a quel momento molti interessi in comune, ne risentirono. La biblioteca affrontò un periodo di crisi, durante il quale si ridusse a semplice deposito di libri. Come istituzione, nel mutato clima culturale accentratore del governo di Vienna, perse autorevolezza, e prese vita, a conferma di questo, una nuova biblioteca cittadina, stavolta la biblioca del ginnasio.
Del resto gli stessi Agiati vissero una crisi di identità, ed infatti il giovane Antonio Rosmini fondò una sua accademia, l'Accademia dei Vannetti, dedicata a Giuseppe Valeriano e a Clementino Vannetti. Questa esperienza ebbe vita molto breve anche perché il Rosmini, allora diciassettenne, si recò a Padova per i suoi studi.

### Seconda sede storica
Attorno al 1833 Antonio Rosmini propose di aprire a Rovereto una casa del suo istituto di carità, la seconda dopo quella che aveva inaugurato sul Sacro Monte Calvario di Domodossola fondando una congregazione religiosa di suore rosminiane. Tale proposta non venne accolta dal governo austriaco, deludendo così le aspettative degli stessi roveretani che avevano colto in questo l'opportunità di dare una nuova prospettiva di rilancio della biblioteca civica, visto che sarebbe stata affidata a questa congregazione.
Rosmini, mentre era studente a Padova, aveva acquistato la biblioteca della famiglia veneziana Venier e alcuni preziosi codici che appartenevano al monastero di Santa Giustina, a Padova. La sua intenzione sarebbe probabilmente stata quella di unificare le biblioteche di Rovereto, compresa la sua, ma il progetto non ebbe successo. Le difficoltà della biblioteca civica crebbero quando, nel 1843, fu necessario cercare un nuovo bibliotecario ma divenne evidente che occorreva prima riordinare e ricatalogare il patrimonio librario, stabilire come aggiornare (con nuovi acquisti) la dotazione e, non ultimo, trovare i fondi per mantenere il futuro bibliotecario.

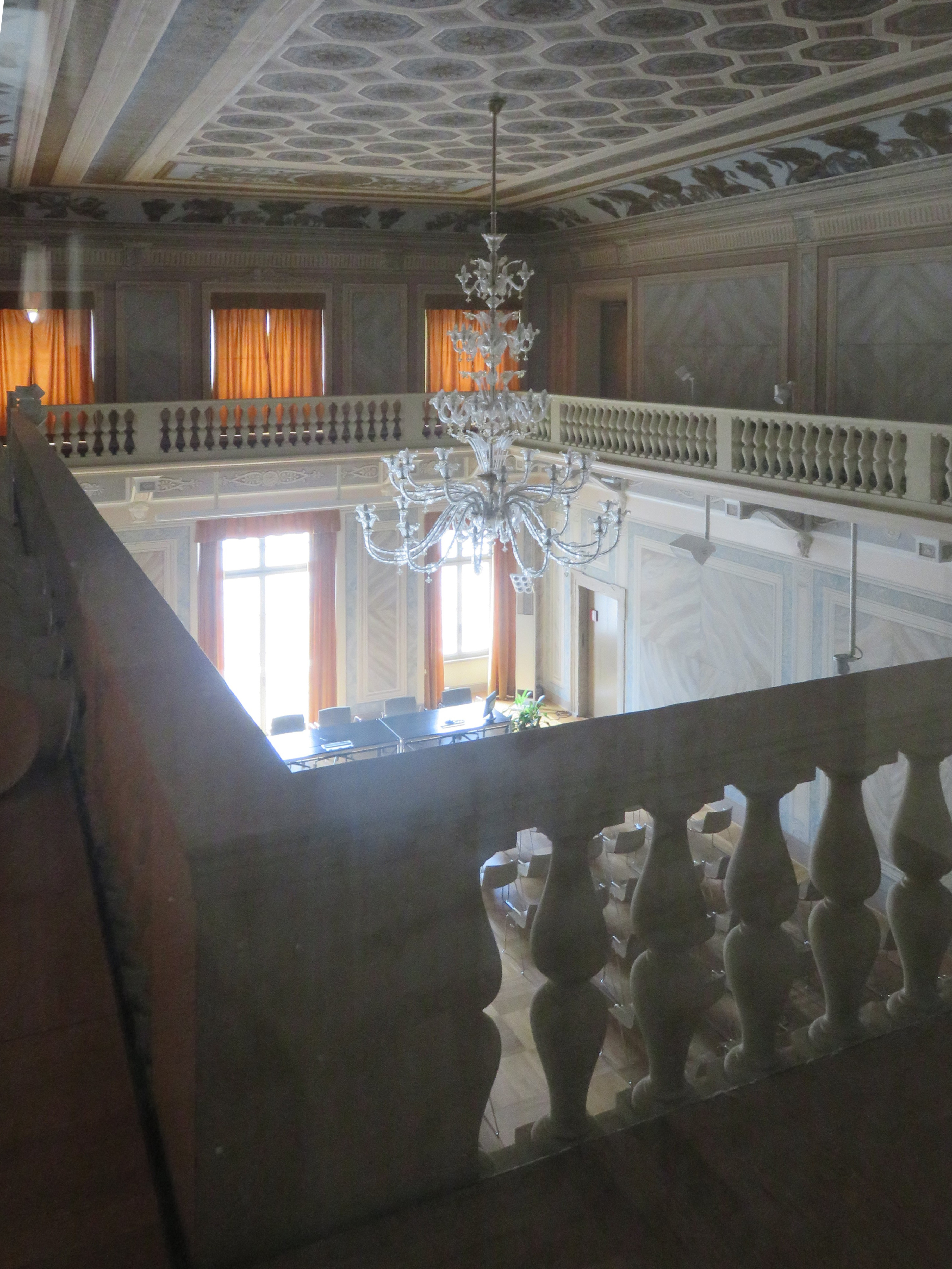
Palazzo Piomarta, l'attuale aula magna universitaria, già sala della Biblioteca civica

Per aprire almeno alcune ore e in alcuni giorni la biblioteca si accettò l'offerta di tre professori (Bertanza, Florio e Lutteri) che si resero disponibili a svolgere la semplice funzione di permettere agli amatori di fruire dei libri, senza assumersi altra responsabilità. Il patrimonio ammontava in quel periodo a circa 13.000 volumi, 11.000 opuscoli, 2.000 opere diverse, 1.900 manoscritti e 57 incunabuli. Alla fine del 1852 la Biblioteca venne finalmente trasferita in una nuova sede, in Palazzo Piomarta, l'attuale Palazzo dell'Istruzione.
Un incendio colpì la biblioteca nella sua nuova sede appena inaugurata, e molti volumi furono salvati solo gettandoli dalle finestre. Questo incidente, non troppo grave per l'edificio, fu tuttavia un enorme problema per la gestione e l'apertura al pubblico perché si era da poco terminata l'opera di riordino e catalogazione nelle nuove librerie nei locali del palazzo. La Biblioteca rimane inutilizzabile sino al 1862.
In seguito si decise di trasferire nello stesso edificio, oltre al ginnasio e alla Biblioteca anche il museo civico, ed in particolare queste due ultime istituzioni trovarono spazio al secondo piano. Nel 1869 il patrimonio librario arrivò a 12.000 volumi, che divennero 23.000 attorno al 1889. In questo periodo varie vicissitudini e polemiche sulla gestione, sul mantenimento del patrimonio e sulle diverse proprietà dei testi conservati crearono spesso problemi, ma l'istituzione rimase attiva.
Dopo il 1889 fu redatto un nuovo regolamento bibliotecario e per un breve periodo fu lo stesso podestà di Rovereto Giuseppe Valeriano Malfatti ad assumersi l'interim di bibliotecario. Si visse un periodo di rapporti difficili con l'Accademia degli Agiati ed intervennero nuovi problemi di tipo economico e gestionale legati al lascito Tacchi.
Nel 1895 si giunse alla decisione di fondere in un unico ente biblioteca e museo civico. Tale soluzione portò entrambe le realtà ad occupare quasi tutto il secondo piano di palazzo Piomarta ed a rendere più facile la custodia del patrimonio, tuttavia venne interrotto oltre un secolo di storia comune tra biblioteca ed Agiati.

### Prima guerra mondiale
Negli anni che precedettero lo scoppio della prima guerra mondiale si tentò di trovare una soluzione al rapporto con gli Agiati, in particolare per quanto riguarda la proprietà dell'enorme patrimonio. In quel momento erano rimaste due le istituzioni titolari, biblioteca ed Agiati, avendo il clero rinunciato ai suoi diritti già dal 1874.
Si pensò ad un trasferimento nei locali del castello ma ormai i tempi non permettevano più di affrontare questo tipo di problemi. La città di Rovereto, a partire dal 1915, dovette subire l'evacuazione forzata della popolazione verso i campi in territorio asburgico, ed anche il patrimonio più prezioso della biblioteca venne trasferito ad Innsbruck.
Furono anni tragici per le persone e difficili per le istituzioni culturali come la Biblioteca. Parte del materiale ancora a Rovereto venne trasferito a Trento. Don Rossaro, in anni seguenti, ricordò l'importante azione di salvaguardia e protezione del patrimonio della biblioteca da parte del professor Giovanni de Cobelli. Tra il 1915 ed il 1918 tuttavia, malgrado i tentativi di preservare i volumi e tutto il materiale rimasto a Rovereto nel palazzo Piomarta, vi furono furti e danneggiamenti di ogni genere. Con la fine degli eventi bellici ed il passaggio della città all'Italia molte opere trasferite ad Innsbruck vennero restituite, e la biblioteca lentamente tornò alla normalità, dopo le indispensabili operazioni di riordino. Il comune iniziò a pensare al trasferimento della sede nel palazzo Annona.

### Terza sede storica
Attorno al 1921 quasi tutto il materiale che era stato trasferito dalla biblioteca di Rovereto a Trento o ad Innsbruck era stato restituito, il trasferimento nei locali di Palazzo Annona ormai deciso, e la responsabilità del controllo della Biblioteca era passato alla soprintendenza delle Tre Venezie. Nuovo direttore venne nominato don Rossaro.

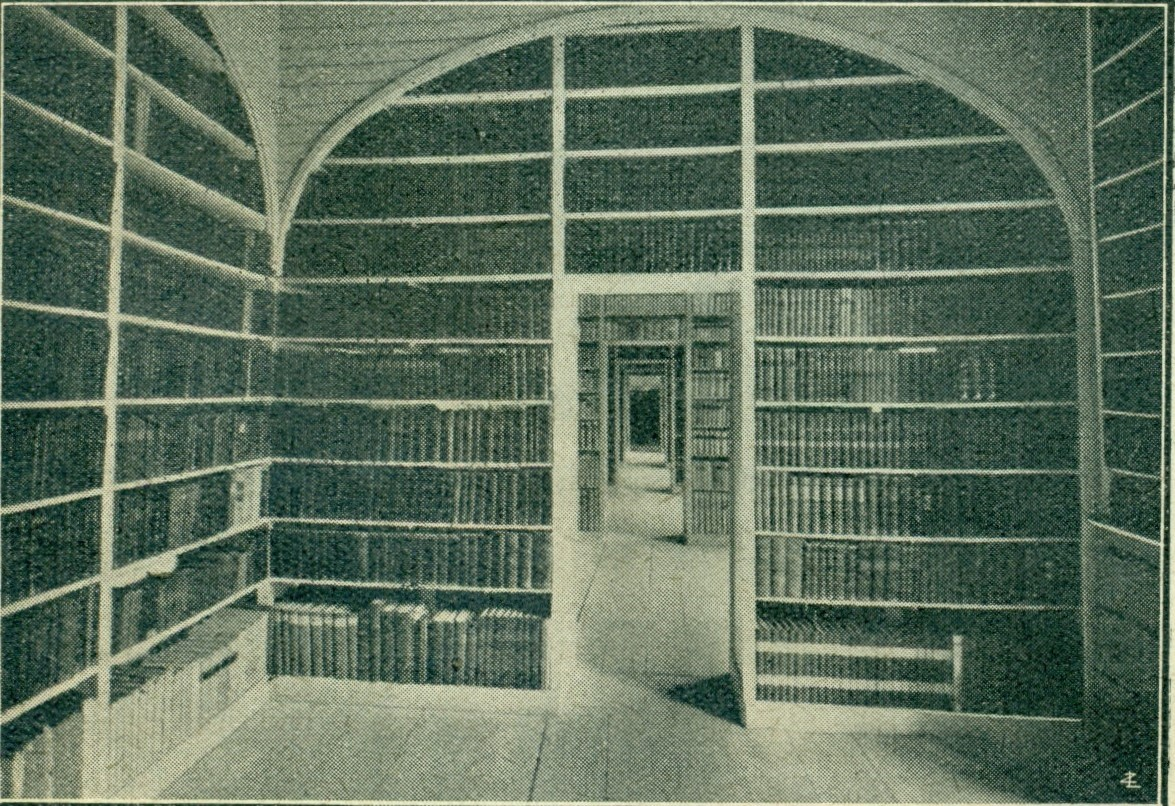
Sala storica della biblioteca al secondo piano di Palazzo Annona, in corso Bettini. Immagine degli anni venti

Il trasferimento dei libri e dei materiali sia della Biblioteca sia dell'Accademia degli Agiati da palazzo Piomarta alla nuova sede, distante poche decine di metri, venne ultimato nel settembre 1922. Riemersero in quel periodo vecchie problematiche relative alle proprietà dei testi e dei compiti che istituzionalmente si erano dati i due pur vicini ma diversi enti. Ripresero anche le donazioni, si procedette ad una prima operazione di catalogazione e schedatura, e ad un certo punto ci si trovò con circa 50.000 schede ma ancora con 100.000 volumi da schedare.
La biblioteca venne infine riaperta al pubblico e la data ufficiale dell'evento non è certa, forse 1928 o 1930. Nei periodi seguenti si procedette a riordinare ogni tipo di patrimonio, ed in particolare si capì l'importanza dell'emeroteca, si decise di investire risorse per valorizzare autori e personalità locali e si realizzò un catalogo a stampa degli incunaboli. Vennero approntate nuove scaffalature e si iniziò a preparare uno schedario a soggetti.
Gli eventi bellici legati alla seconda guerra mondiale bloccarono ancora una volta i lavori di sistemazione definitiva, e si dovette di nuovo trasferire in locali più sicuri il patrimonio. Venne scelto per questo il rifugio antiaereo del castello, e parte del materiale fu occultato pure nei sotterranei della stessa biblioteca. Alla fine del conflitto, il 1º luglio 1946, la biblioteca venne riaperta al pubblico.
Solo nella seconda metà del XX secolo, attormo agli anni settanta, ci fu una vera rivoluzione nella concezione della biblioteca, integrando la prevalente finalità storica e conservativa e cominciando a fornire un servizio moderno ed aggiornato. Si usarono quindi scaffali di facile consultazione come già avveniva nelle biblioteche anglosassoni.

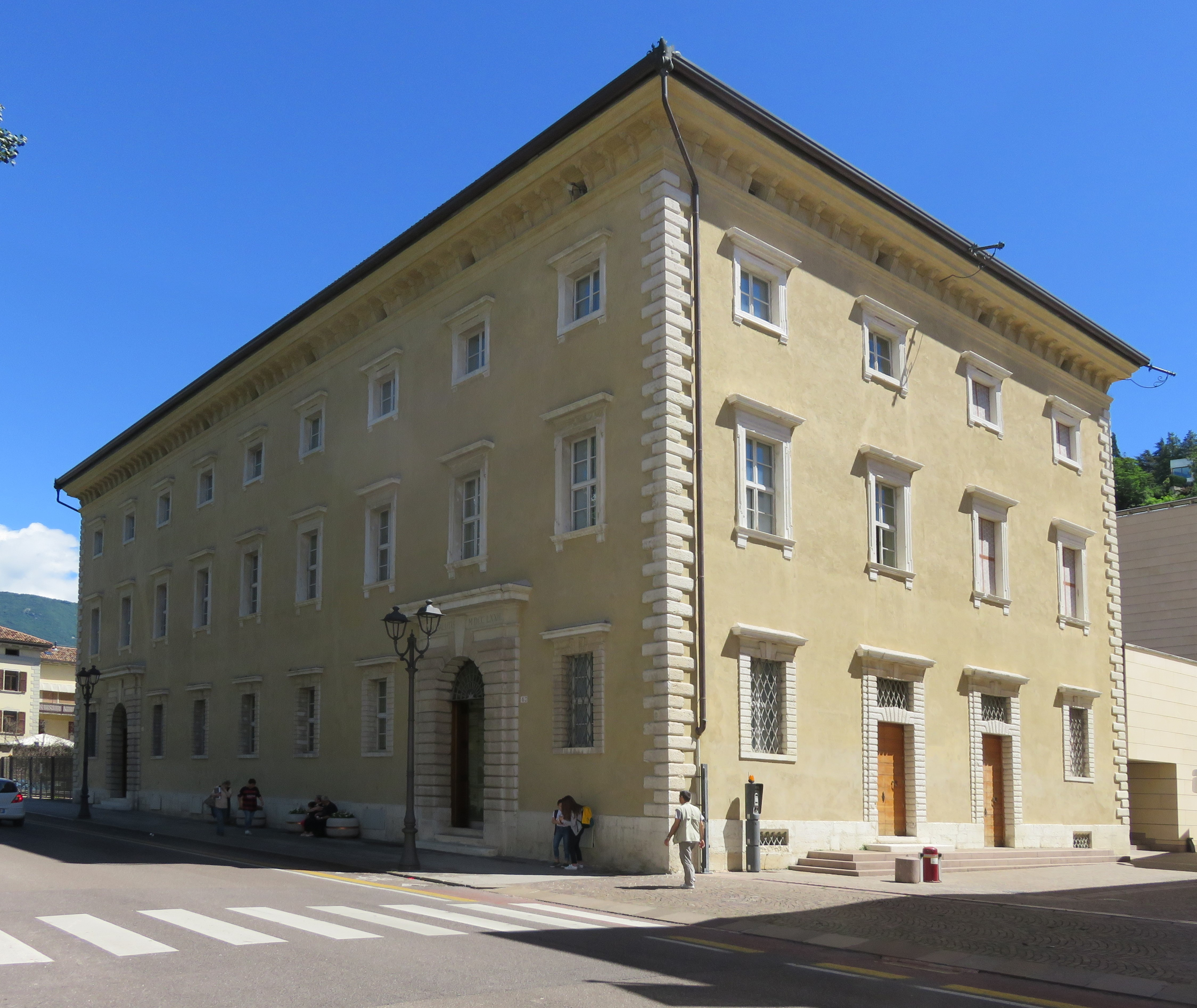
Palazzo Annona, in Corso Bettini

In seguito si sentì l'esigenza di adeguare a questi nuovi compiti la struttura esistente. Si progettò un ampliamento della vecchia sede, e nel 1997 iniziarono i lavori di costruzione che si conclusero nel 2002.

## Sede dagli anni duemila

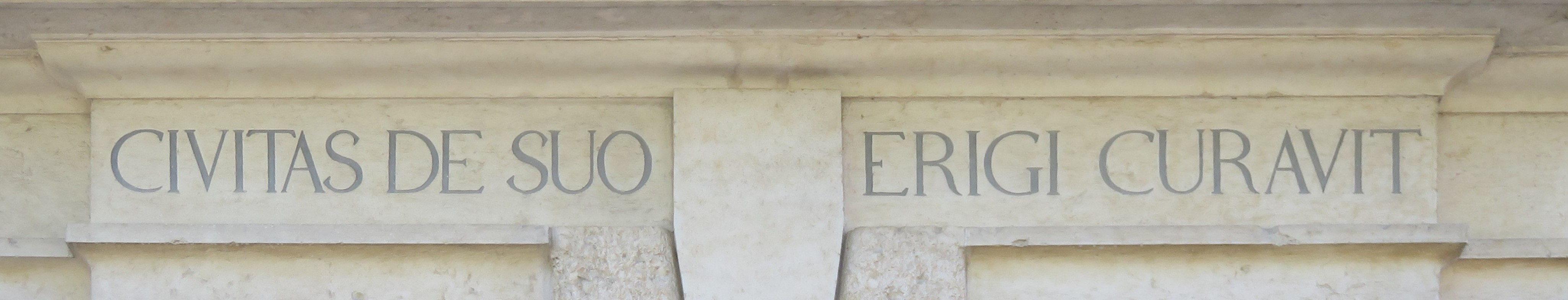
CIVITAS DE SUO ERIGI CURAVIT

Il Polo culturale cittadino è stato progettato dall'architetto Mario Botta e dall'ingegnere Giulio Andreolli e comprende il Mart, l’auditorium Melotti, l'ingresso e le sale di lettura e consultazione della biblioteca aperte al pubblico.

### Parte storica (Palazzo Annona)
Palazzo Annona fu progettato da Ambrogio Rosmini ed ospita la sala storica per la consultazione e gli archivi, i magazzini, un laboratorio di arte grafica (con una notevole collezione di strumenti tipografici perfettamente funzionanti) e gli uffici direttivi. Al piano terra si trova inoltre la biblioteca di scienze cognitive dell’Università degli Studi di Trento con una sala di lettura per gli studenti.

### Parte nuova
La parte all’interno del Polo culturale cittadino comprende l'ingresso principale, situato al piano terreno con bancone prestiti, sala lettura quotidiani e periodici, zone di scaffali aperti, spazio per audiovisivi, postazioni con computer, sale lettura dedicate a ragazzi e studenti, uno spazio specifico dedicato ai più piccoli che si presenta come area giochi ed altri servizi.
Nel piano interrato si trova l'ampia sala principale a zone tematiche tutte strutturate con scaffali aperti, un servizio di ricerca testi, un reparto con microfilmati, una saletta per riunioni o piccoli convegni e magazzini non aperti al pubblico. Funziona un servizio di fotocopiatura.

## Punto lettura di Trambileno
In frazione Moscheri a Trambileno è attivo un punto lettura convenzionato con il Comune di Rovereto e con la biblioteca civica.

## Patrimonio
La biblioteca contiene (dati 2016) circa 400.000 volumi.
Conserva fondi archivistici, manoscritti, fotografie, stampe, mappe e piante. Ha in deposito l'archivio storico comunale, inoltre raccoglie e conserva fondi archivistici pubblici e privati e quindi raccoglie parti importanti delle testimonianze storiche di Rovereto e del Trentino.
Inoltre acquista e conserva altro materiale come quotidiani, riviste ed audiovisivi.

## Servizi
La biblioteca offre varie tipologie di servizi. I principali sono:
- Informazioni e ricerche bibliografiche anche per altre sedi, in particolare attraverso il CBT (Catalogo Bibliografico Trentino).[15]
- Lettura e consultazione di tutto il patrimonio esposto nelle sale.
- Prestito sia locale sia interbibliotecario.
- Fotocopiatura e riproduzione, anche da microfilm.
- Accesso al patrimonio librario dell'Accademia Roveretana degli Agiati.
- Accoglienza dei più piccoli, anche accompagnati da adulti, in appositi spazi dedicati.

## Galleria d'immagini

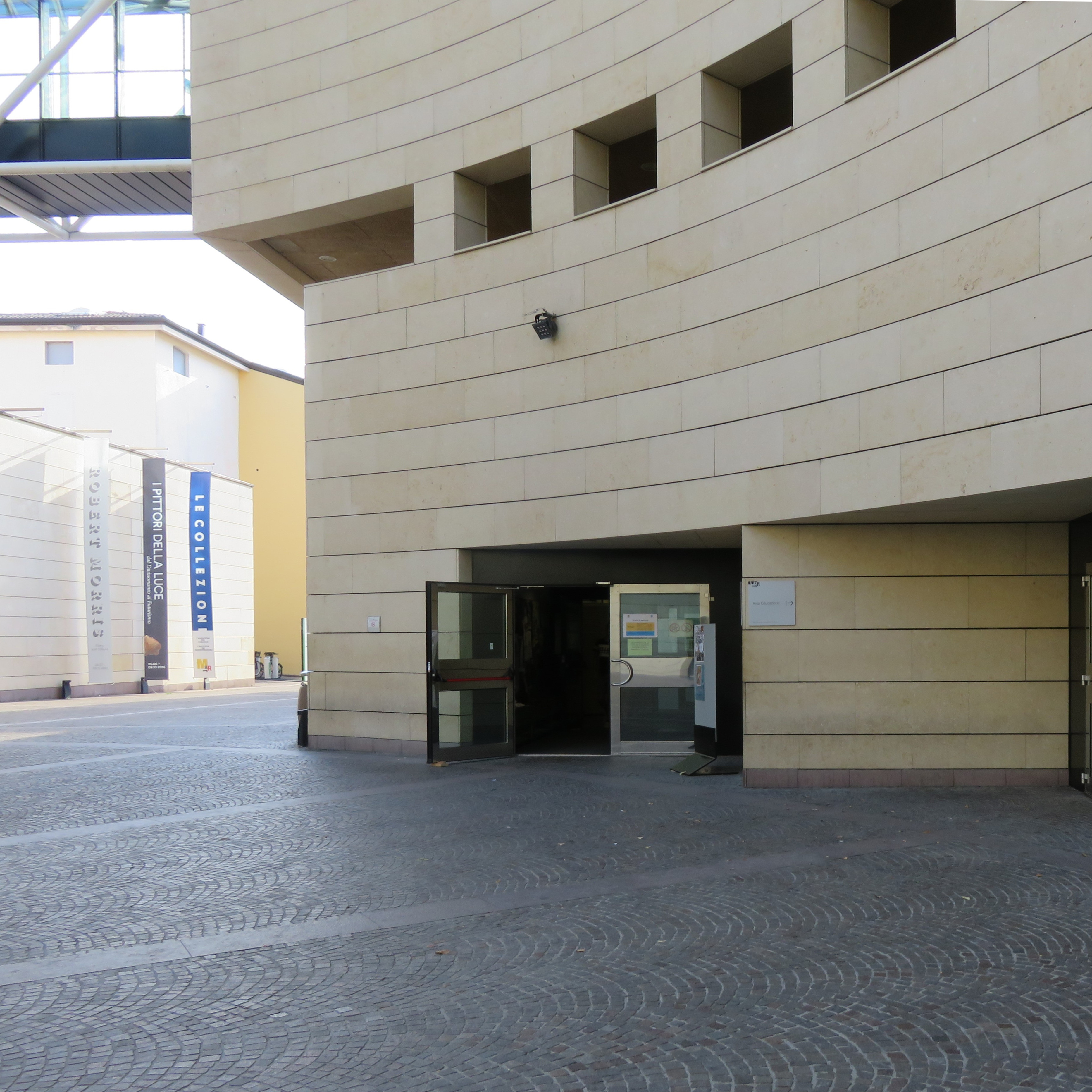
Ingresso principale sotto la cupola del Mart
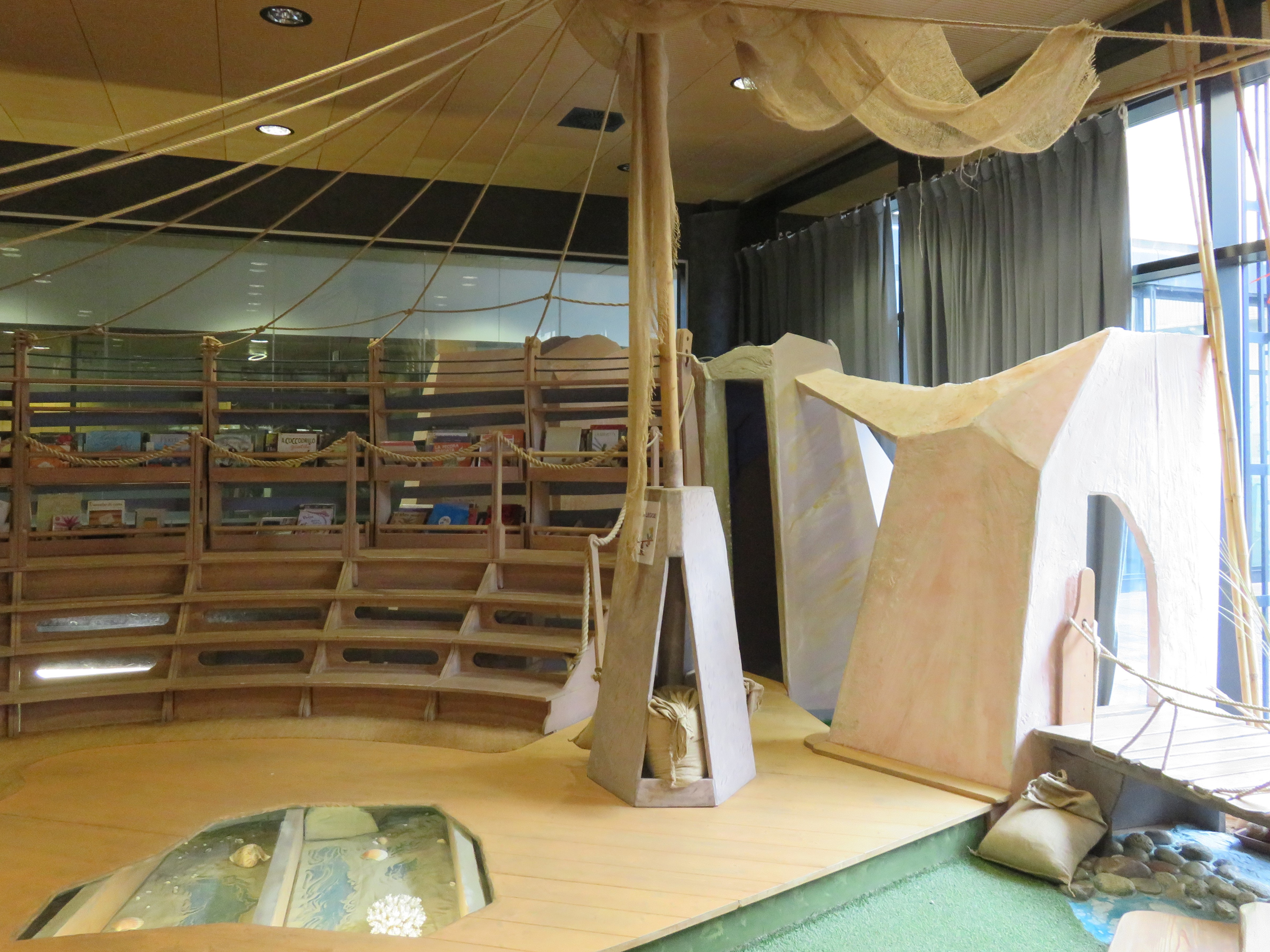
Spazio piccoli
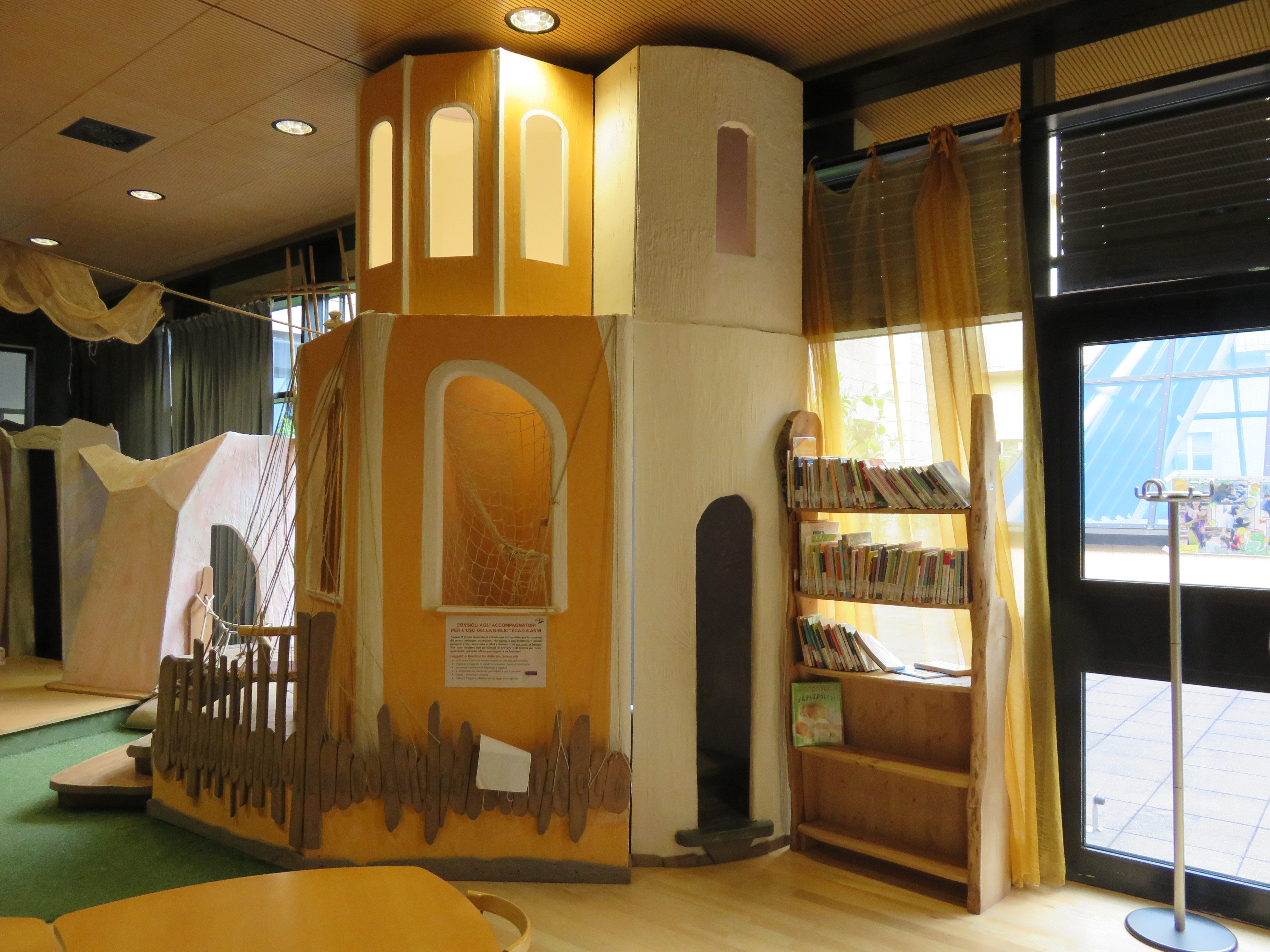
Spazio piccoli
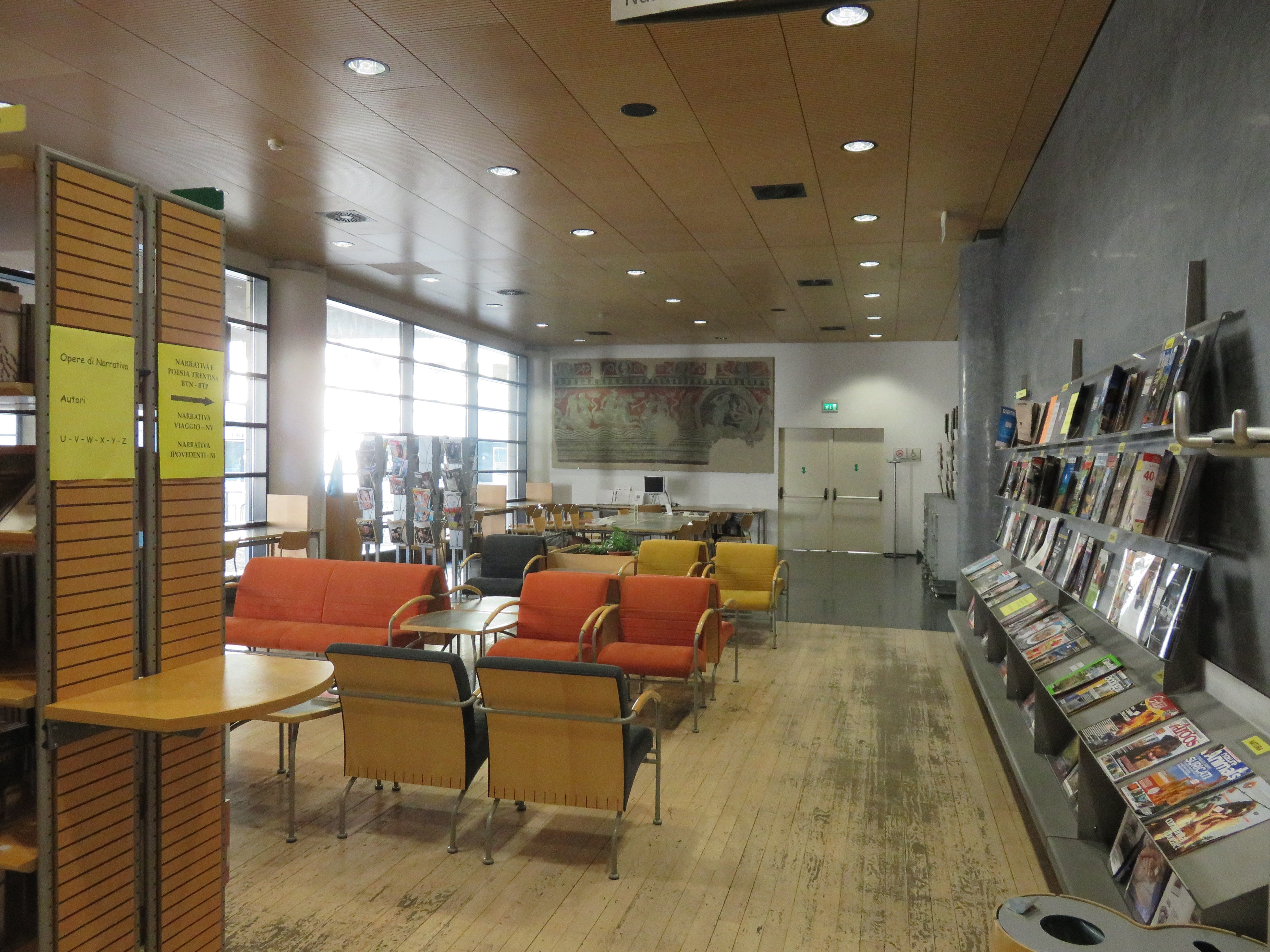
Area lettura quotidiani e periodici
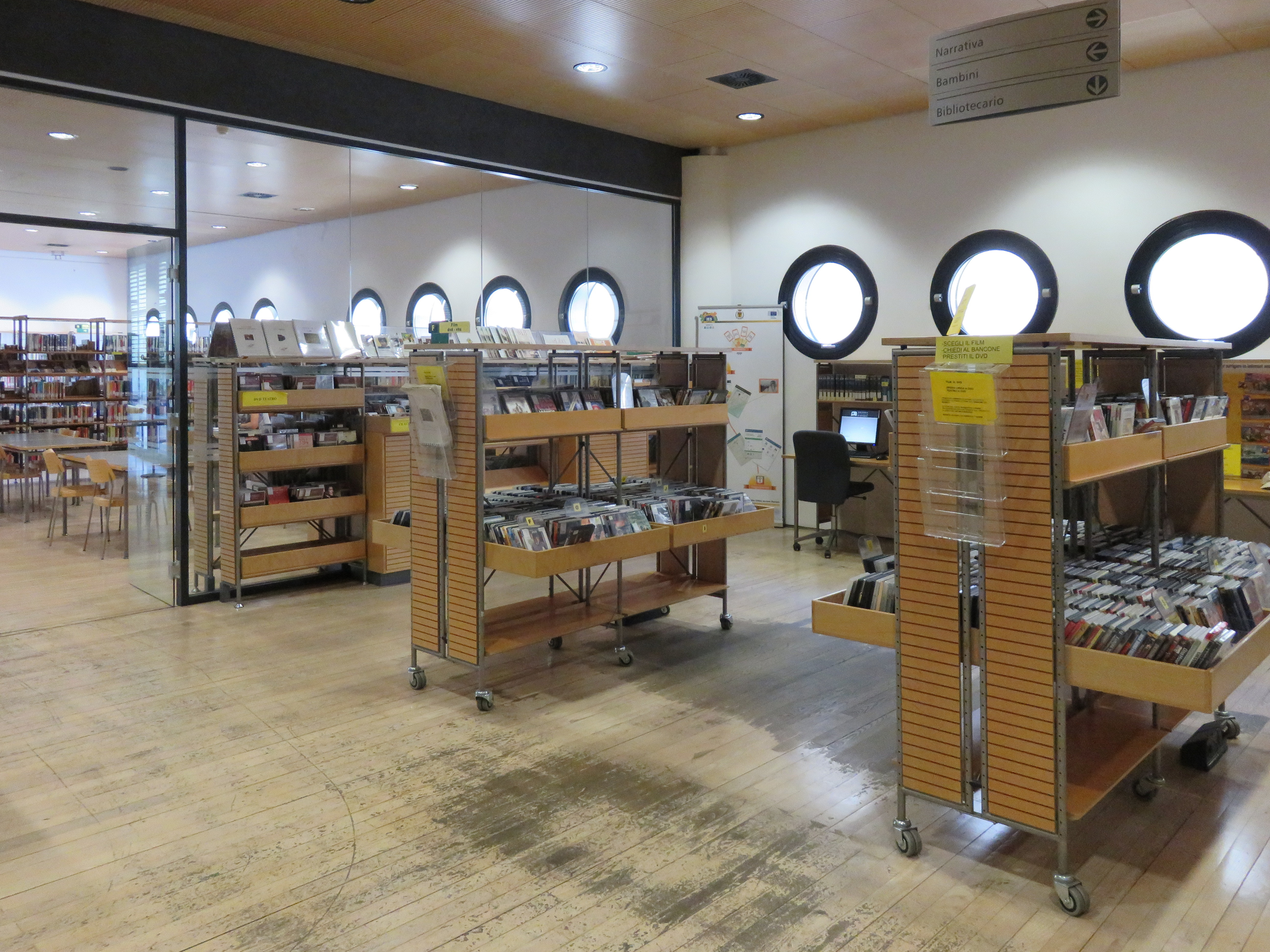
Spazio audiovisivi con postazioni pc
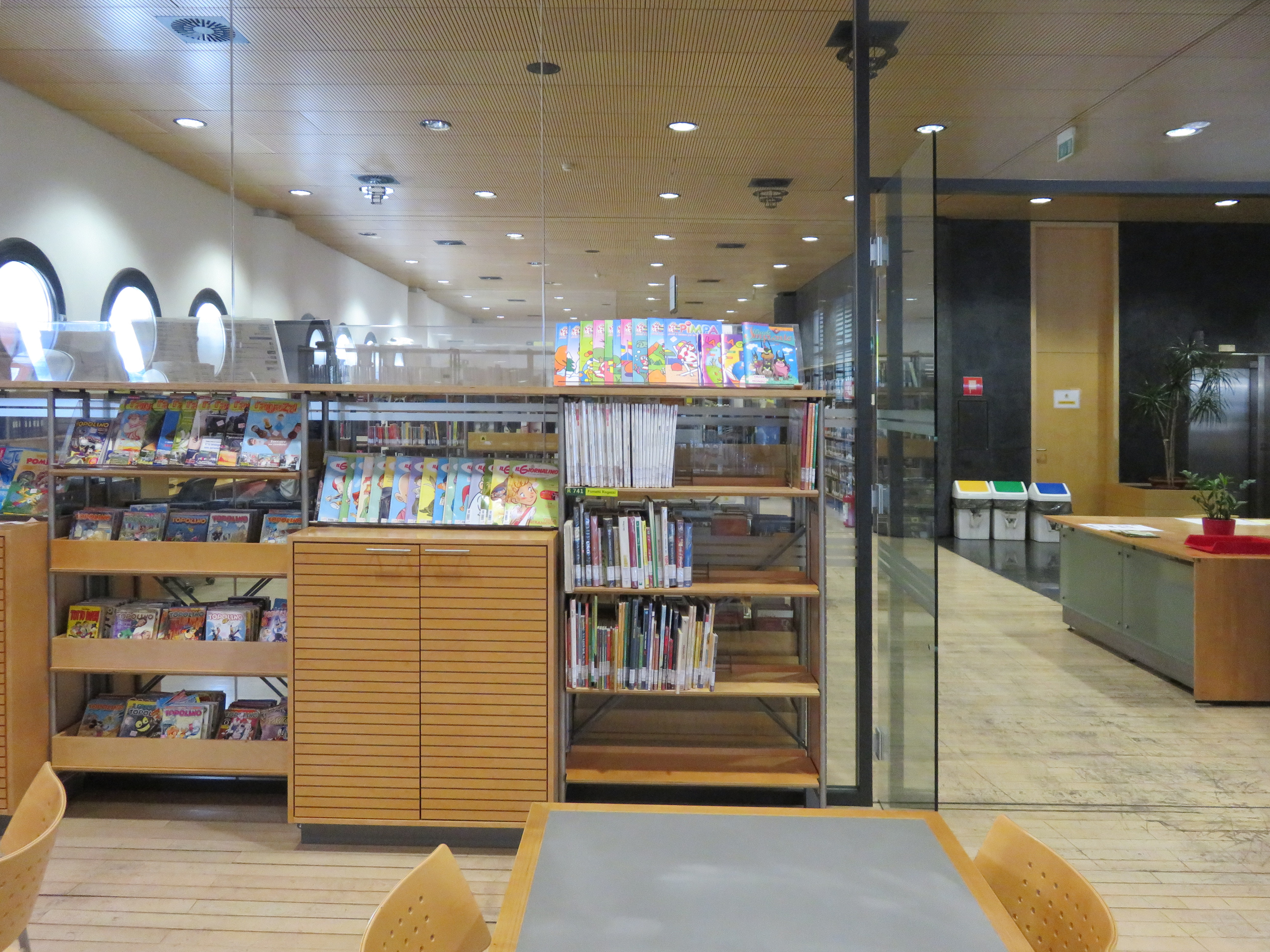
Area bambini con espositori
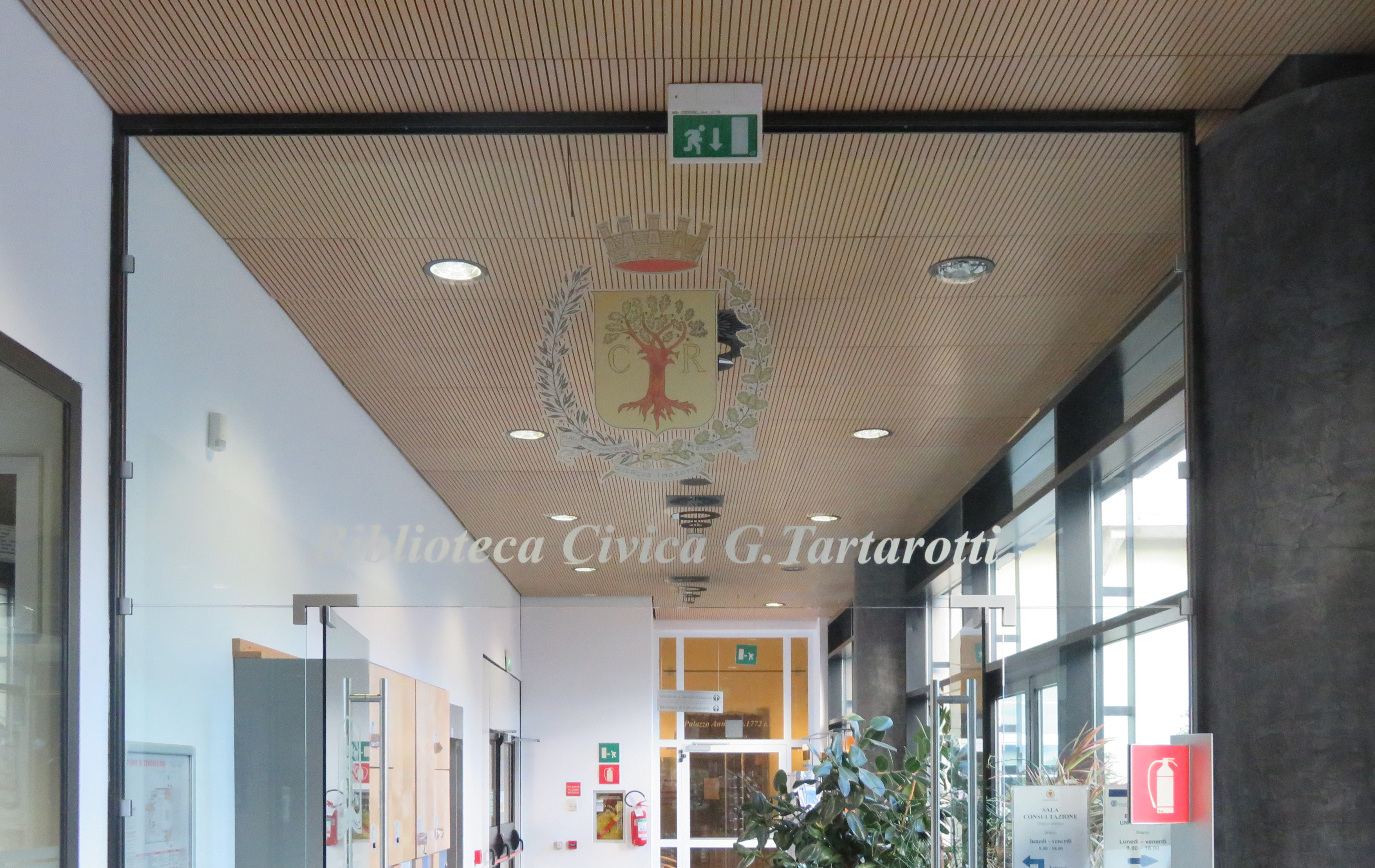
Corridoio che unisce la parte nuova a Palazzo Annona
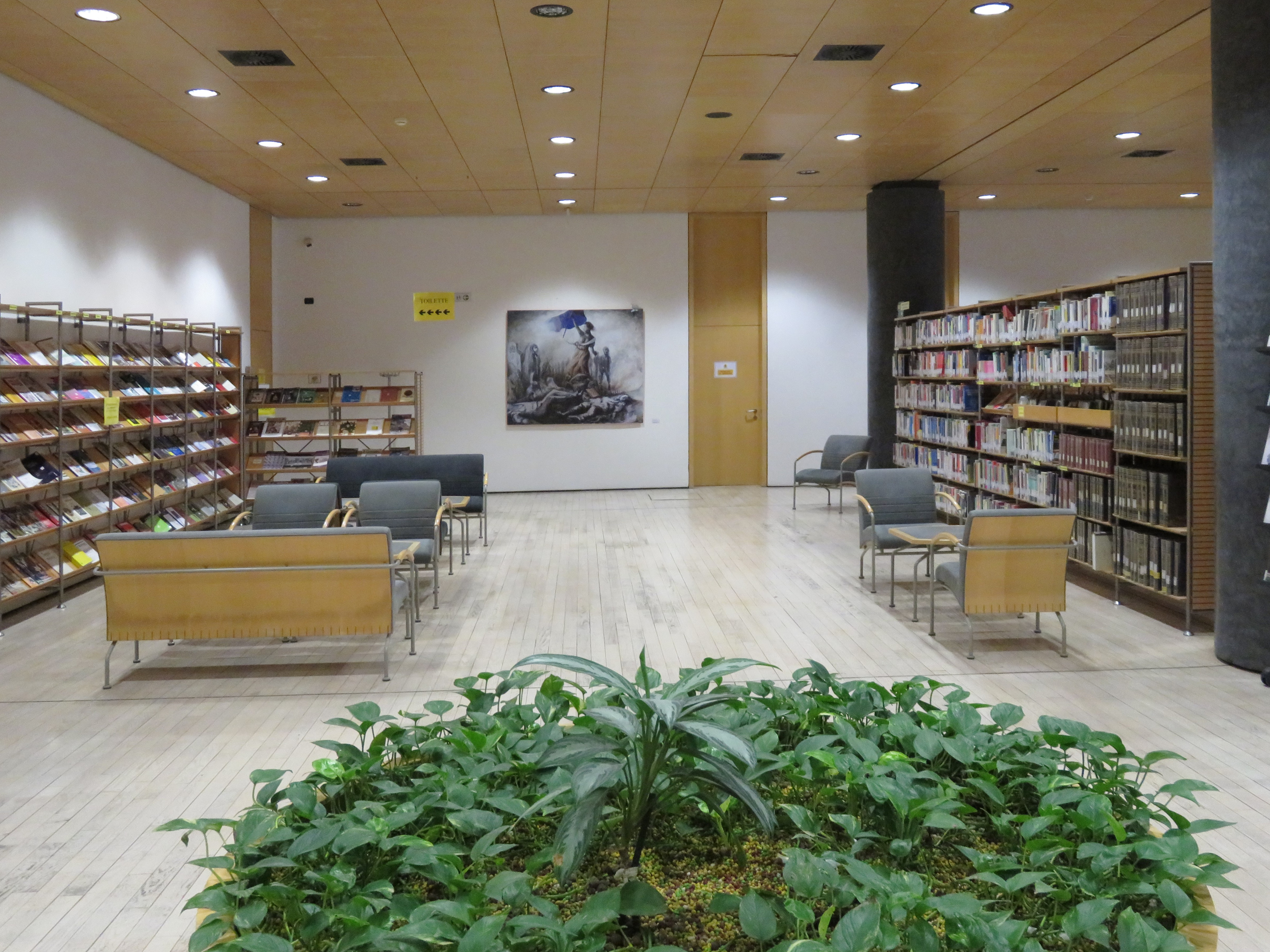
Piano interrato
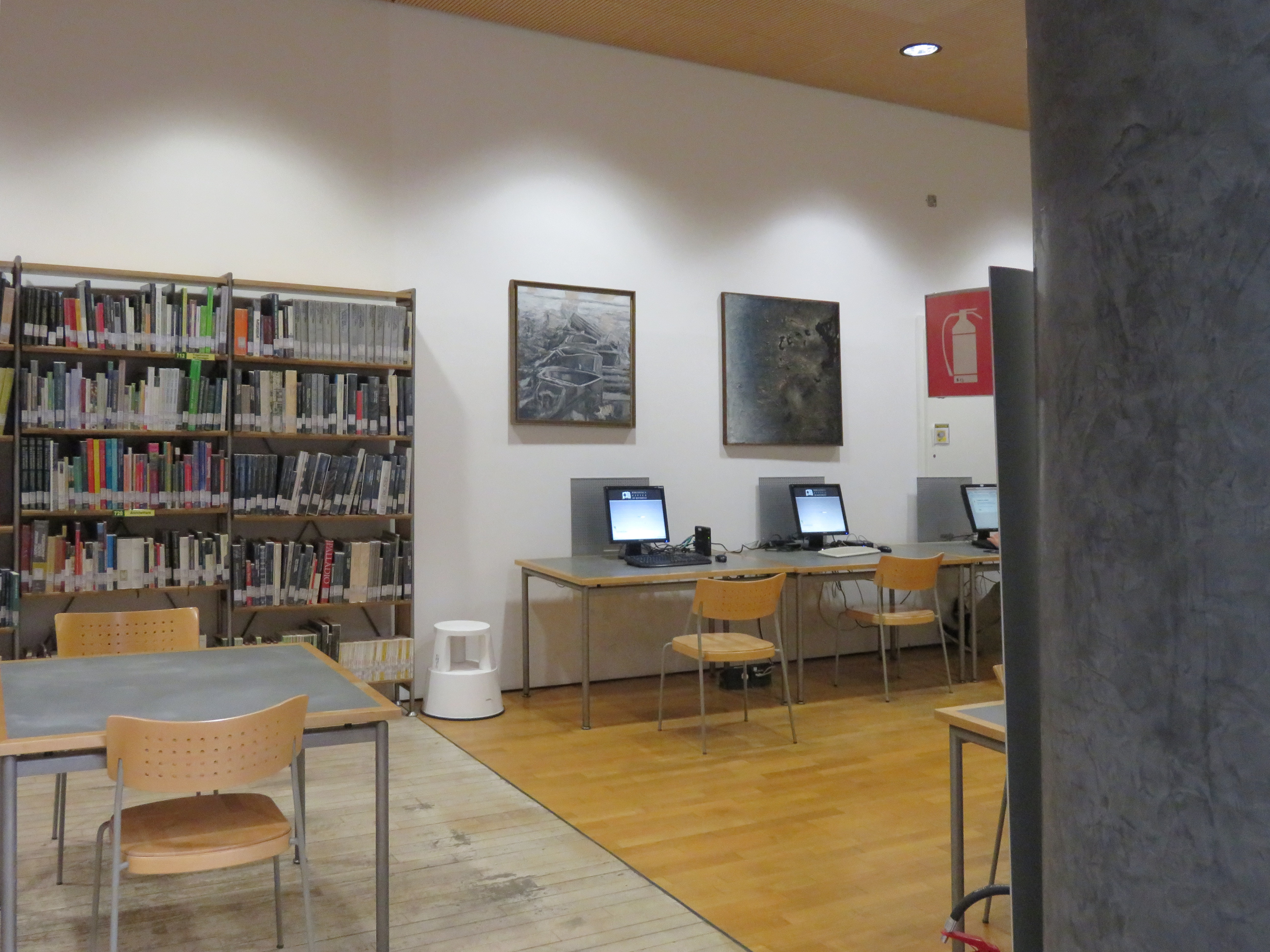
Piano interrato
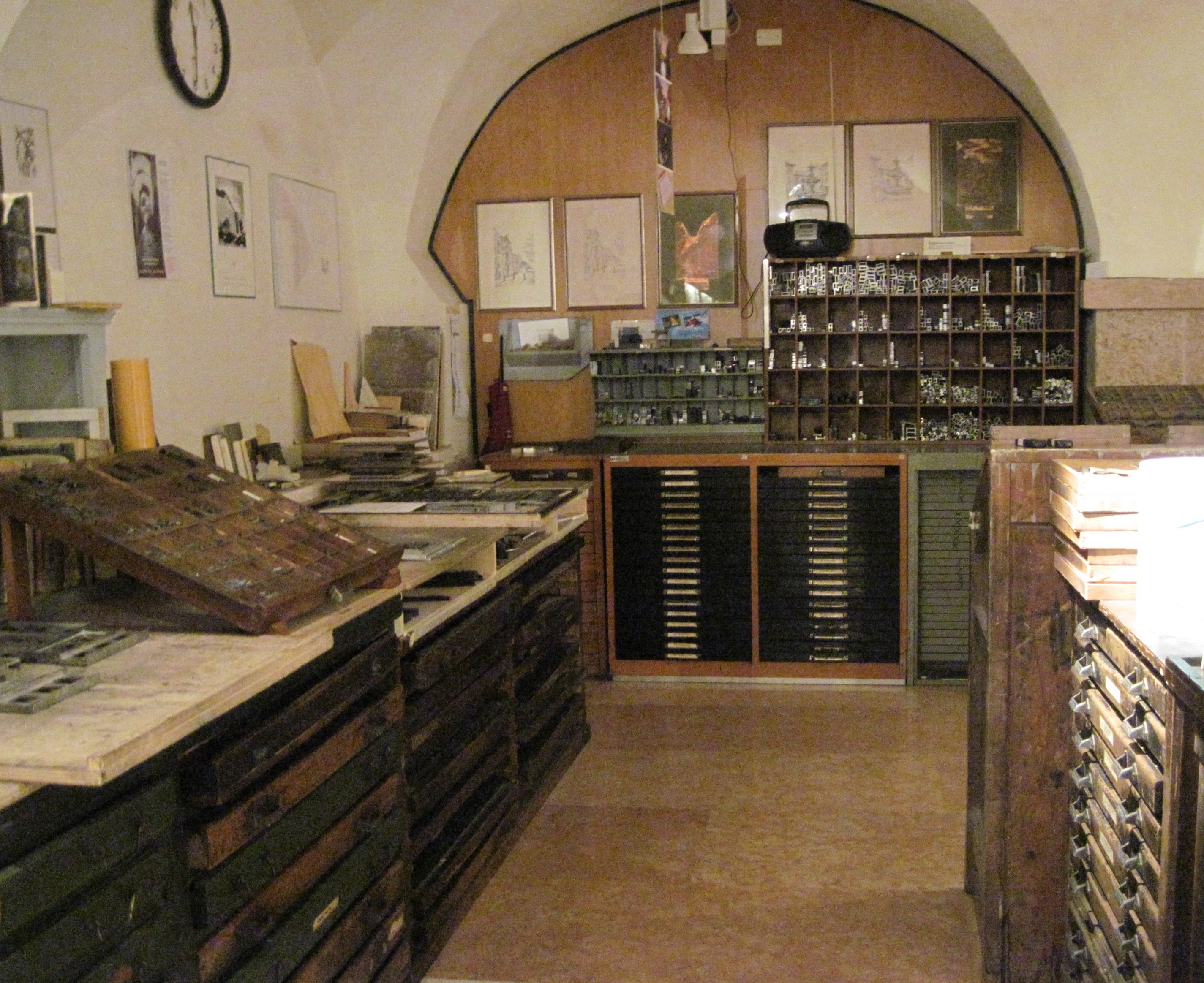
Laboratorio Arte Grafica
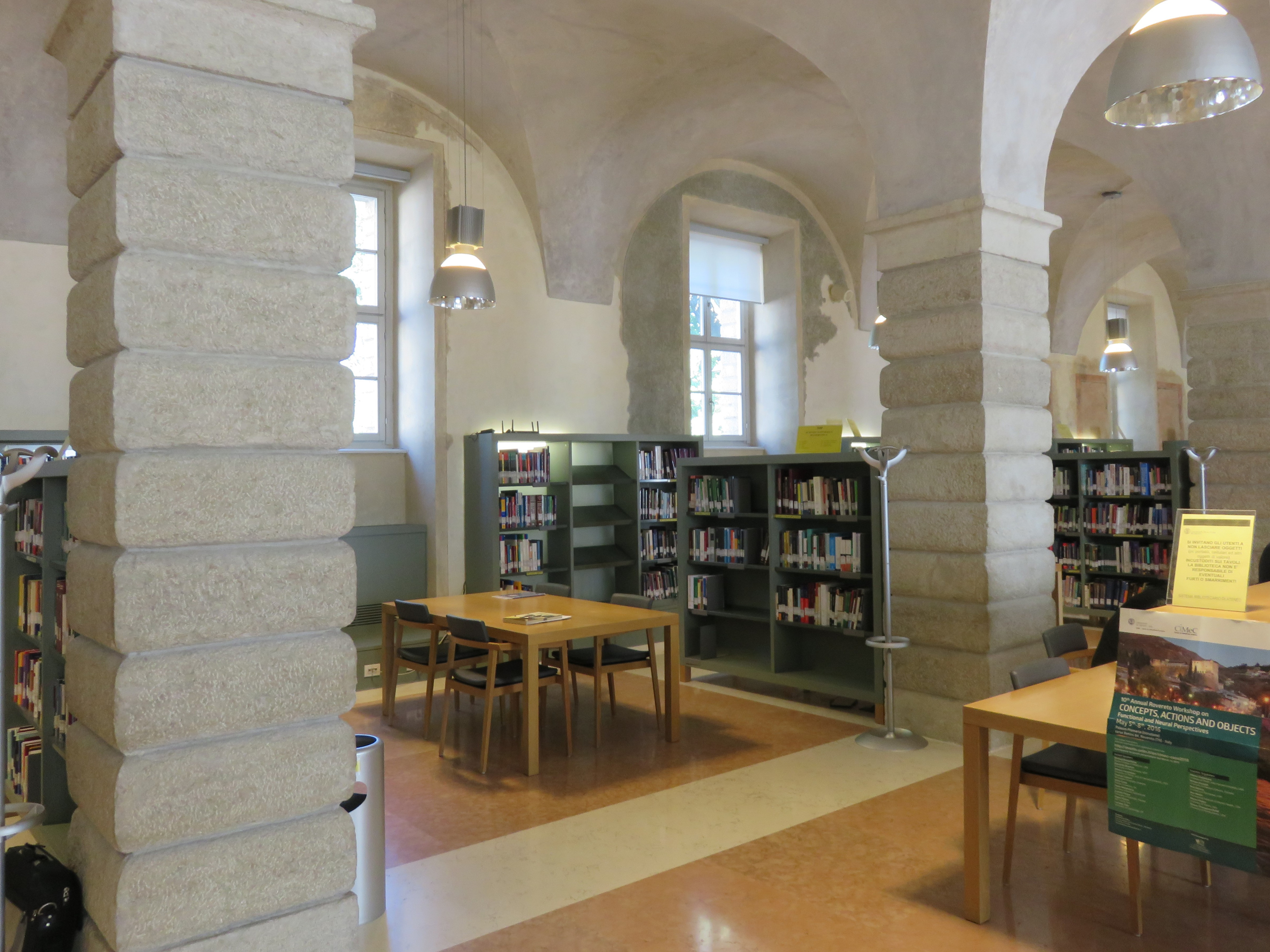
Biblioteca universitaria
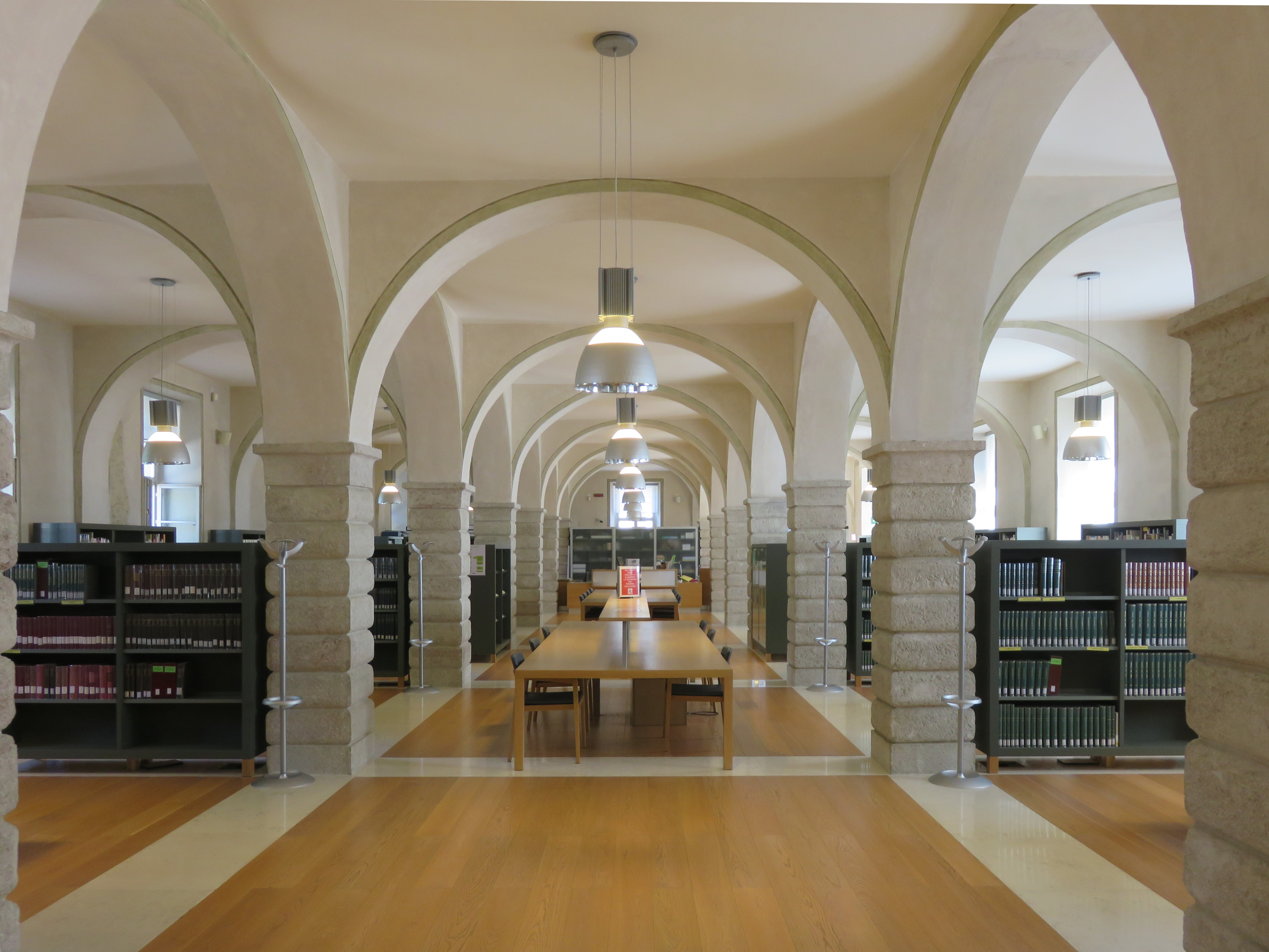
Sala consultazione storica